# 조기송
조기송(趙淇松, 1949년 11월 3일 ~ )은 대한민국의 기업인이다. 한국은행 총재와 경제부총리, 민선 1기 서울시장을 지낸 조순의 아들이기도 하다.

## 학력
- 삼선고등학교 졸업
- 서울대학교 상과대학 경제학 학사

## 경력
- LG전자 수출부 부장
- LG전자 경영전략담당 상무이사
- LG전자 북미지역본부장 상무이사
- LG전자 디스플레이사업본부 전무
- LG필립스 디스플레이 공동대표
- LG전자 부사장
- 강원랜드 사장
- 제4대 대한장애인스키협회 회장
- 하이원리조트 대표이사
- 환경과 사람들 강원 상임대표

## 가족 관계
- 아버지: 조순 (1928년 2월 1일 ~ 2022년 6월 23일)
- 어머니: 김난희 (1931년 ~ 2025년 7월 31일)
- 배우자: 허태경